# Петър Будинов
Майор Петър Костов Будинов (1920 – 1949) е български комунист, действал край град Банкя, където води нелегална въоръжена съпротива.
След 9 септември 1944 г., хора от неговия отряд арестуват на гарата в Банкя видния български индустриалец Лалю Метев; по-късно освободен от Дирекция на полицията лично от Лев Главинчев срещу откуп от 1 милион лева, като впоследствие имуществото му е конфискувано, а той с цялото си семейство биват изселени от София по политически причини.
През годините на комунистическото управление му е изграден паметник в парк „Кестените“, в центъра на града. Неговото име носи една от банкенските улици.